# Loverboy (песня Мэрайи Кэри)
«Loverboy» — песня, написанная американской певицей Мэрайей Кэри на основе семпла из композиции «Candy» группы Cameo (авторами «Candy» являются участники упомянутого коллектива Ларри Блэкмон и Томас Дженкинс). Песня «Loverboy» была спродюсирована Мэрайей Кэри и Кларком Кентом в 2001 году для восьмого альбома певицы «Glitter». Лирическая героиня композиции фантазирует о своем возлюбленном. Песня была издана первым синглом альбома 16 июля 2001 года звукозаписывающей компанией Virgin Records.
После релиза сингла в Соединенных Штатах «Loverboy» не достиг большой популярности в чарте Billboard Hot 100. После провального выступления в чартах Virgin Records снизили стоимость сингла до 99 центов, что позволило «Loverboy» занять второе место в Hot 100. Песня не достигла первой позиции из-за низких проигрываний на радиостанции.
Видеоклип на альбомную версию песни «Loverboy» был срежиссирован Дэвидом ЛаШапелем.

## История чартов
Согласно информации Virgin Records, предшествующие релизу сингла «Loverboy» рекламные выступления были остановлены самой Кэри. Ссылаясь на эмоциональное истощение и срочную госпитализацию, Кэри исчезла на несколько недель и не могла появляться на многочисленных публичных мероприятиях.
«Loverboy» был последним хитом Мэрайи Кэри среди лучших сорока синглов в США вплоть до выхода в 2005 году первого сингла «It’s Like That» с десятого студийного альбома певицы «The Emancipation of Mimi».
Согласно выпуску еженедельника Billboard от 16 июня 2001 года, «Loverboy» дебютировал на 62-й позиции в хит-параде Hot R&B/Hip-Hop Singles & Tracks. На следующей неделе, 23 июня 2001 года, сингл стартовал на 79-м месте в главном американском хит-параде Billboard Hot 100 и занял 73-ю позицию в списке Hot 100 Airplay. 7 июля «Loverboy» занял 59-е место в Billboard Hot 100, поднялся на 34-ю позицию в рейтинге Hot R&B/Hip-Hop Singles & Tracks, а в Hot 100 Airplay — на 50-ю строчку. Через неделю сингл расположился на 55-м месте в Billboard Hot 100, однако успехи не придавали оптимизма лейблу Virgin Records, поскольку руководство компании ожидало моментальный успех «Loverboy».
В Канаде сингл занял 3-е место в национальном чарте.
В Японии сингл дебютировал на 19 позиции в национальном чарте. 8 сентября 2001 года «Loverboy» поднялся на 14 место рейтинга.

## Список композиций
- CD-сингл для США (кассетный сингл/7" сингл)

1. «Loverboy» (album version)
2. «Loverboy» (remix)

- CD-Макси-сингл для США

1. «Loverboy» (album version)
2. «Loverboy» (remix)
3. «Loverboy» (MJ Cole remix)
4. «Loverboy» (MJ Cole instrumental)
5. «Loverboy» (MJ Cole London dub mix)
6. «Loverboy» (Club of Love remix)
7. «Loverboy» (Dub Love remix)
8. «Loverboy» (Drums of Love)

- CD-Макси-сингл международный

1. «Loverboy» (album version) (3.50)
2. «Loverboy» (remix) (4.32)
3. «Loverboy» (Club of Love remix) (9.05)
4. «Loverboy» (MJ Cole remix) (5.50)
5. «Loverboy» (Dub Love remix) (8.13)
6. «Loverboy» (Video) (3.48)

## Позиции в чартах
| Страна (2001)                                  | Высшее место |
| ---------------------------------------------- | ------------ |
| США Billboard Hot 100                          | 2            |
| США Billboard Hot 100 Airplay                  | 50           |
| США Billboard Mainstream Top 40                | 37           |
| США Billboard Hot R&B/Hip-Hop Singles & Tracks | 1            |
| США Billboard Hot R&B/Hip-Hop Airplay          | 31           |
| США Billboard Rhythmic Top 40                  | 21           |
| США Billboard Hot Dance Club Songs             | 45           |
| США ARC Weekly Top 40                          | 21           |
| Австралия Singles Chart                        | 7            |
| Бельгия Top 50 Singles (Фландрия)              | 49           |
| Бельгия Top 50 Singles (Валлония)              | 34           |
| Канада Singles Chart                           | 3            |
| Франция Top 100 Singles                        | 54           |
| Германия Singles Chart                         | 57           |
| Италия Top 50 Singles                          | 13           |
| Япония Singles Chart                           | 52           |
| Нидерланды Singles                             | 34           |
| Швеция Top 60 Singles                          | 44           |
| Швейцария Top 100 Singles                      | 66           |
| Великобритания Singles Chart                   | 12           |